# Gisela T. Storz

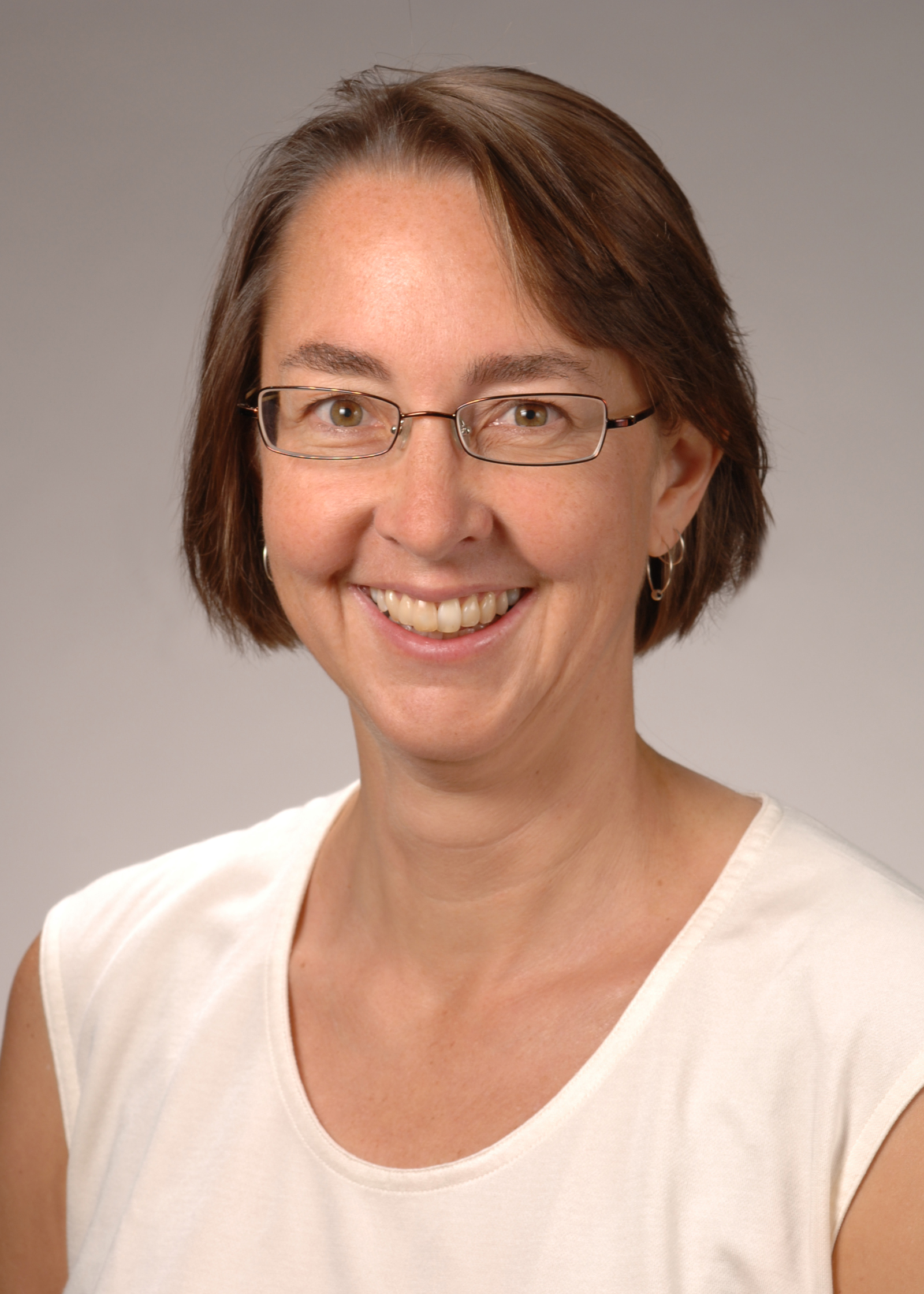
Gisela T. Storz, 2012

Gisela „Gigi“ Therese Storz (* 1962) ist eine US-amerikanische Molekularbiologin an den National Institutes of Health. Sie leitet die Abteilung Environmental Gene Regulation am National Institute of Child Health and Human Development (NICHD) in Bethesda, Maryland.

## Leben und Wirken
Storz wurde als Tochter zweier deutscher Wissenschaftler in den USA geboren. Sie wuchs in Colorado auf und studierte an der University of Colorado, wo sie einen ersten Abschluss machte. Sie erwarb 1988 bei Bruce Nathan Ames an der University of California, Berkeley einen Ph.D., als Postdoktorandin arbeitete sie bei Sankar Adhya am National Cancer Institute und bei Frederick M. Ausubel am Massachusetts General Hospital. Seit 1991 ist sie am NICHD.
Gisela Storz untersuchte zunächst Redox-sensitive Transkriptionsfaktorer, darunter OxyR bei E. coli und Yap1 bei S. cerevisiae. Dann wendete sie sich microRNAs zu. Unter anderem konnte sie wesentlich zur Aufklärung von Struktur und Funktion des RNA-Chaperons Hfq beitragen. Jüngere Arbeiten befassen sich mit kleinen Proteinen  mit einer Größe von weniger als 50 Aminosäuren.
2000 erhielt Storz den Eli Lilly and Company-Elanco Research Award der American Society for Microbiology. 2011 wurde sie in die American Academy of Arts and Sciences gewählt, 2012 in die National Academy of Sciences. Laut der Datenbank Scopus hat sie (Stand März 2020) einen h-Index von 73.
Gisela Storz ist seit 1993 mit dem Forscher Carl Wu verheiratet, das Paar hat drei Kinder.